# Saint-Victeur
Saint-Victeur – miejscowość i gmina we Francji, w regionie Kraj Loary, w departamencie Sarthe.
Według danych na rok 1990 gminę zamieszkiwało 269 osób, a gęstość zaludnienia wynosiła 38 osób/km² (wśród 1504 gmin Kraju Loary Saint-Victeur plasuje się na 1007. miejscu pod względem liczby ludności, natomiast pod względem powierzchni na miejscu 1121.).